# Campbell's Soup Cans
Campbell's Soup Cans, anche conosciuta come 32 Campbell's Soup Cans, è un'opera d'arte realizzata nel 1962 da Andy Warhol. Consiste in trentadue tele in polimero sintetico su tela, ciascuna grande 51 cm × 41 cm, raffiguranti tutte le varietà dei barattoli di zuppa Campbell allora in commercio. I singoli dipinti sono stati prodotti con una tecnica di stampa serigrafica semi-meccanizzato. L'importanza della serie di tele nella cultura popolare contribuì a rendere la pop art fra i maggiori movimenti artistici negli Stati Uniti d'America.
Warhol, un illustratore commerciale divenuto autore, editore, pittore e regista di successo, mostrò il lavoro nella sua prima personale il 9 luglio 1962 nella Ferus Gallery di Los Angeles segnando il debutto della pop art nella West Coast americana. Il processo semi-meccanizzato usato per la sua realizzazione, l'esecuzione non pittorica e il soggetto commerciale vennero inizialmente criticati in quanto il mercantilismo palesemente banale del lavoro rappresentava un affronto diretto alla tecnica e alla filosofia dell'espressionismo astratto, movimento all'epoca dominante negli Stati Uniti che non si limitava solo ai valori e all'estetica delle belle arti ma anche a un'inclinazione mistica. Nonostante questa controversia sui meriti e sull'etica dell'opera, essa divenne, secondo molti, fra le più rappresentative dell'artista. A causa della popolarità della serie di opere che scaturì da questo primo esemplare, la reputazione di Warhol crebbe al punto da renderlo l'artista pop più noto e costoso negli USA.

## Storia

### La genesi dell'opera
Diverse storie aneddotiche spiegano come mai Warhol abbia scelto le lattine di zuppa Campbell come punto focale della sua arte pop.

Secondo Ted Carey, fu Muriel Latow, una degli assistenti artistici commerciali di Warhol a suggerire l'idea sia per i barattoli delle zuppe che per i primi dipinti americani di Warhol verso la fine degli anni cinquanta. Latow, allora un'aspirante decoratrice d'interni e proprietaria della Latow Art Gallery negli anni '60 a Manhattan (New York), suggerì a Warhol di dipingere "qualcosa che vedi ogni giorno e qualcosa che tutti riconoscono, qualcosa come una lattina di zuppa Campbell". Ted Carey, che era presente nel momento in cui ciò accadde, affermò che Warhol considerò "favoloso" il suggerimento dell'amica. Sempre Carey, afferma che il giorno successivo Warhol andò al supermercato e comprò una cassa contenente "tutte le zuppe". Quando il critico d'arte G.R. Swenson chiese a Warhol, nel 1963, il perché avesse deciso di rappresentare barattoli di zuppa, l'artista rispose:
Un altro resoconto dell'influenza di Latow su Warhol sostiene che lei gli chiese che cosa amasse di più e che, poiché Warhol rispose "i soldi", lei gli suggerì di dipingere banconote da un dollaro USA. Secondo questa versione, Latow in seguito consigliò che oltre a dipingere soldi avrebbe dovuto dipingere qualcos'altro molto semplice, come delle lattine di zuppa Campbell.

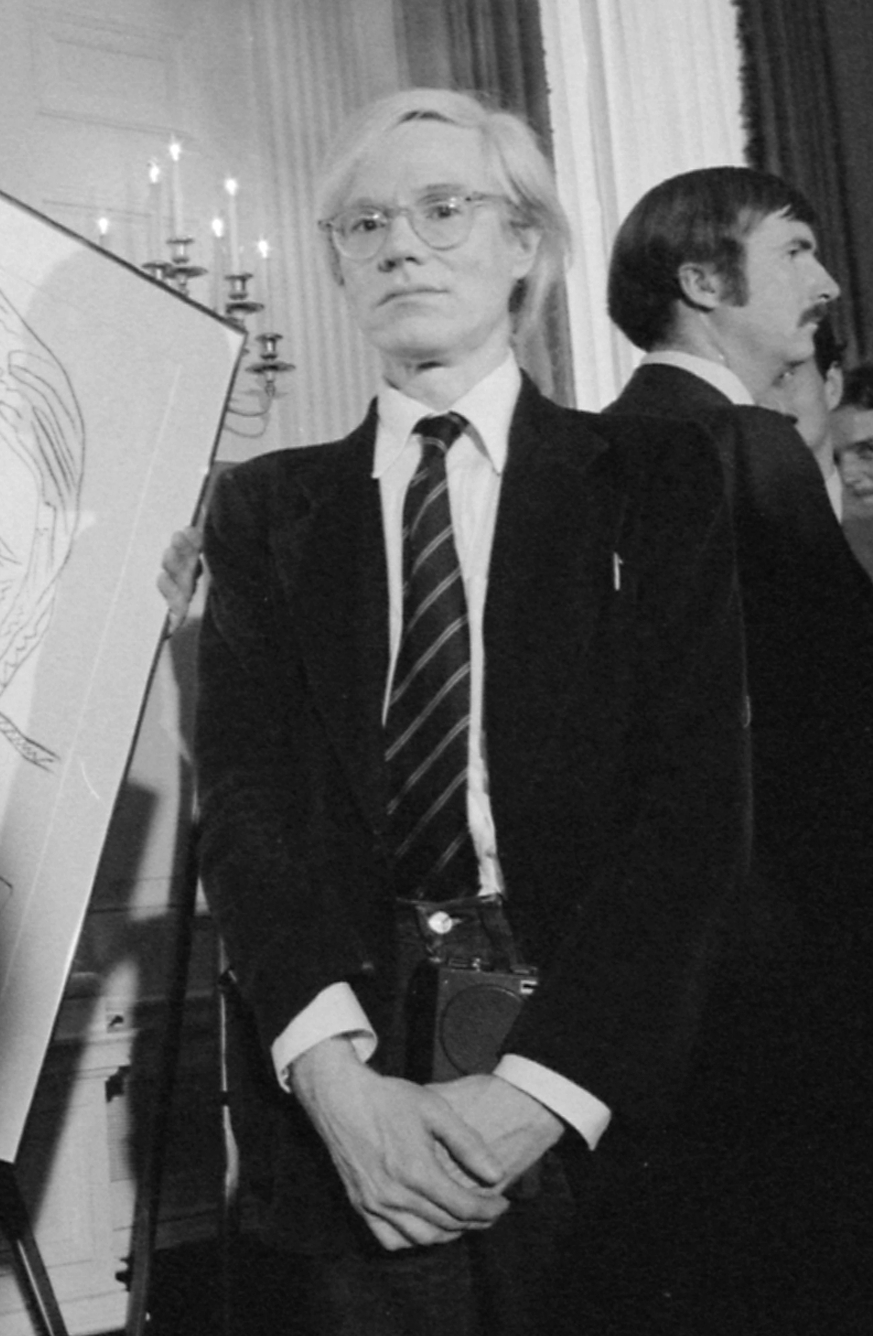
Andy Warhol nel 1977

In un'intervista per il periodico londinese The Face del 1985, Warhol menzionò i fiori di latta che sua madre creava considerandoli uno dei motivi alla base dei suoi primi dipinti a barattolo di latta:

Diverse storie sostengono che la scelta di lattine di zuppa di Warhol riflette la sua stessa avida devozione alla zuppa Campbell. Robert Indiana affermò a tale riguardo:
 I suoi pranzi quotidiani nel suo studio consistevano in zuppa Campbell, quindi la sua ispirazione venne dal vedere le lattine vuote accumularsi sulla sua scrivania.
Warhol non scelse i barattoli a causa dei rapporti commerciali che egli aveva con la Campbell Soup Company: Warhol infatti preferiva che la società non fosse coinvolta "perché l'intero punto andrebbe perso con qualsiasi tipo di tie-in commerciale".

Warhol optò per le lattine Campbell anche in seguito alla sua decisione di abbandonare le riproduzioni a fumetti che hanno caratterizzato inizialmente la sua arte: scelta voluta per non competere con lo stile più raffinato di Roy Lichtenstein. Durante una mostra di Warhol dedicata a opere che raffiguravano personaggi fittizi tenuta nel 1961, il collezionista d'arte Leo Castelli visitò una mostra di Warhol e considerò il suo stile troppo simile a quello di Lichtenstein in quanto entrambi gli artisti raffiguravano personaggi tratti dalle serie animate. Warhol dichiarò:

### Inaugurazione e appropriazione dell'opera da parte del MoMA

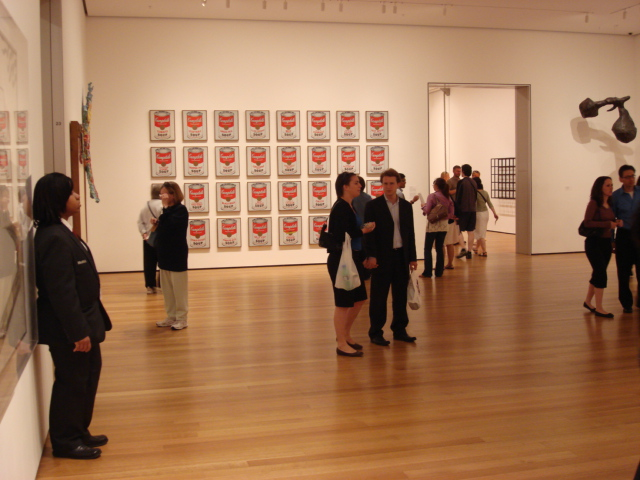

Irving Blum fu il primo collezionista d'arte a esibire i barattoli di zuppa di Warhol. Blum andò a trovare Warhol nel suo appartamento nel maggio del 1962, in un momento in cui l'artista apparve in un articolo della rivista Time intitolato The Slice-of-Cake dell'11 maggio 1962 insieme a Lichtenstein, Rosenquist e Wayne Thiebaud. Blum vide dozzine di serigrafie di zuppa Campbell, fra cui una intitolata One-Hundred Soup Cans e composta da cento barattoli. Sorpreso di notare che Warhol non avesse una propria galleria d'arte, Blum gli offrì la possibilità di esibire le sue opere nel mese di luglio alla Ferus Gallery di Los Angeles. La rivista Artforum, che aveva un ufficio sopra la galleria, avrebbe finanziato l'evento. Questa non fu soltanto la prima mostra personale di opere pop di Warhol, ma viene anche considerata quella che avrebbe lanciato il neonato movimento nella costa occidentale degli USA.
La mostra aprì il 9 luglio 1962 e si concluse un mese più tardi. Le trentadue tele di Campbell's Soup Cans, raffiguranti ciascuna un aroma particolare di zuppa Campbell allora in commercio, erano disposte in un'unica fila, in modo simile ai prodotti esposti sugli scaffali dei negozi e ciascuna di esse racchiuse in cornici individuali. Nonostante la scarsa affluenza del pubblico, il più delle volte perplesso di fronte alle tele di Warhol, e nonostante lo sforzo di John Coplans di incoraggiare le persone a sostenere l'opera d'arte di Warhol in un articolo su Artforum, la mostra venne pesantemente criticata per la scelta di proporre dei soggetti fabbricati. Il prolungato dibattito sui meriti e l'etica di concentrare le proprie forze su un modello inanimato commerciale scontato contribuì a mantenere alta la notorietà di Warhol, anche se ciò non si tradusse in un successo commerciale e Blum riacquistò le 5 opere vendute a basso costo al fine di mantenere le tele in un set intatto. Warhol decise quindi di vendere il set per dieci rate mensili di 100 dollari a Blum. Mentre questa mostra era ancora presente a Los Angeles, ne venne cancellata un'altra in programma a New York dedicata sempre dedicata all'artista americano. Successivamente, Warhol realizzò svariate opere raffiguranti lattine di zuppa Campbell seguendo l'esempio di Campbell's Soup Cans. Sebbene fosse solito ritrarre delle scatolette in condizioni perfette, ha occasionalmente scelto di dipingerne alcune aperte, rovinate o con le etichette logore. Altre erano affiancate da oggetti di sorta, quali scodelle e apriscatole.
Irving Blum rese disponibili al pubblico le trentadue tele originali attraverso un accordo con la National Gallery of Art di Washington, DC, mettendole in prestito a tempo indeterminato due giorni prima della morte di Warhol avvenuta nel 1987. Tuttavia, l'originale Campbell's Soup Cans fa ora parte della collezione permanente del Museum of Modern Art. Nel 1996, Campbell's Soup Cans venne acquisita dal MoMA di New York. Dal momento che Warhol non ha dato alcuna indicazione su quale fosse l'ordine definitivo della serie, la sequenza scelta dai curatori del museo riflette l'ordine cronologico in cui le varietà sono state messe in commercio dalla Campbell Soup Company; la prima, quella posta in alto a sinistra, presenta la scritta Tomato e debuttò nel 1897. Nel mese di aprile del 2011 si spostò la lattina Clam Chowder in alto a sinistra mentre venne spostata Tomato sul fondo delle quattro file.

## Descrizione e tecnica
Campbell's Soup Cans è composta da 32 tele, grandi ciascuna 51 cm × 41 cm, raffiguranti dei barattoli di zuppa Campbell. Le tele sono molto simili tra loro e rappresentano realisticamente l'iconico prodotto dall'etichetta di colore bianco e rosso su uno sfondo bianco. Le tele hanno variazioni minori nelle lettere dei nomi e delle varietà. La maggior parte delle lettere sono dipinte a caratteri rossi. Quattro varietà presentano dei caratteri neri sotto il nome della varietà (Clam Chowder, Beef, Scotch Broth e Minestrone), mentre due varietà hanno etichette parentali scritte in rosso (Beef Broth e Consommé). Le dimensioni dei caratteri variano leggermente nei nomi delle varietà. Tuttavia, ci sono alcune notevoli differenze di carattere stilistico: oltre a riportare la parola "soup" più in basso rispetto alle altre tele, Old-fashioned Tomato Rice è l'unica varietà che presenta dei caratteri scritti in minuscolo, mentre Cheddar Cheese ha due addendum a forma di banner che riportano le scritte "New!" e "Great As A Sauce Too!".
L'opera fu realizzata adottando la pressatura di illustrazioni a inchiostro umido su carta adiacente. Anche se il processo inizia generalmente con un disegno a stencil, spesso si evolve da una fotografia ingrandita che viene poi trasferita con la colla sulla seta. In entrambi i casi, è necessario produrre una versione a base di colla di un'immagine bidimensionale positiva (positivo significa che gli spazi aperti sono lasciati dove apparirà la vernice). Solitamente, l'inchiostro viene fatto rotolare attraverso il mezzo in modo che passi attraverso la seta e non la colla.

## Significato
Warhol aveva una visione positiva della cultura ordinaria e sentiva che gli espressionisti astratti avevano imparato a ignorare lo splendore della modernità. Le lattine di zuppa Campbell, così come le altre opere realizzate in serie da Warhol, gli diedero la possibilità di esprimere la sua visione positiva della cultura moderna anche se egli preferiva privare la sua arte di personalità ed espressione individuale. In una descrizione che offre la rivista Time dedicata a vari artisti fra cui Andy Warhol, viene affermato che "un gruppo di pittori è giunto alla conclusione comune che le trappole più banali e persino volgari della civiltà moderna possono, quando trasposte su tela, diventare Arte."
Lo stile pop di Warhol differiva dalle opere seriali di artisti come Claude Monet, che realizzò più volte gli stessi soggetti per rappresentare una percezione discriminante mostrando anche che un pittore poteva ricreare con mano e occhio dei cambiamenti di tempo atmosferico, luce e stagione. Warhol è inteso rappresentare l'identità moderna della commercializzazione e della monotonia e quando mostra delle variazioni, non è strettamente "realistico". Le sue variazioni di colore sono da considerarsi come una caricatura della percezione discriminante. La sua adozione del processo di serigrafia pseudo-industriale parla dell'uso di una serie per dimostrare la sottigliezza. Warhol cercò di respingere l'invenzione e le variazioni dando l'impressione che il suo lavoro fosse stato stampato ricreandone le imperfezioni. Il suo lavoro in serie lo ha aiutato a fuggire dall'influenza di Lichtenstein. Sebbene i suoi barattoli di zuppa non fossero considerati scioccanti e volgari come quelli della sua prima arte pop, essi hanno trasgredito la sensibilità del mondo dell'arte che si era sviluppata per prendere parte alle emozioni intime dell'espressione artistica.
In contrasto con i sensuali cesti di frutta di Caravaggio, le pesche soffici di Chardin o le vivaci composizioni di mele di Cézanne, le ordinarie zuppe Campbell sono state una grande provocazione nel mondo dell'arte. Inoltre, l'idea di isolare elementi della cultura pop eminentemente riconoscibili ha messo in discussione i meriti e l'etica del suo lavoro. La pop art di Warhol può essere messa in relazione con la minimal art in quanto tenta di ritrarre oggetti nella loro forma più semplice, immediatamente riconoscibili. Tuttavia, a sua differenza, la pop art elimina sfumature e sottotoni che verrebbero altrimenti associati alle rappresentazioni.

Warhol ha cambiato il modo di apprezzare l'arte. Invece di proporre armoniose disposizioni tridimensionali di oggetti, ha scelto di raffigurare derivati meccanici dell'illustrazione commerciale enfatizzandone l'estetica dell'imballaggio. Le sue varianti di scatole multiple per zuppa, per esempio, hanno reso il processo di ripetizione una tecnica apprezzata. Secondo Rosalind Constable:
 Le riproduzioni multiple e regimentate sono da considerare un'astrazione i cui dettagli sono meno importanti del panorama. La rappresentazione diviene più importante di ciò che vi viene rappresentato. Oggi si sostiene che l'operazione di Warhol fu fraintesa da molte personalità legate al mondo dell'arte, il cui sistema di valori venne minacciato dalla meccanizzazione.
In Europa, il pubblico ha avuto una visione molto diversa del suo lavoro. Molti la considerarono una satira sovversiva e marxista sul capitalismo americano oppure una critica marxista alla cultura pop. Nonostante ciò, data la visione apolitica di Warhol, è probabile che la sua arte pop non fosse altro che un tentativo di attirare l'attenzione sul suo lavoro.